# إليزابيث باور (ممثلة)
إليزابيث باور (بالإنجليزية: Elizabeth Baur) هي ممثلة أمريكية، ولدت في 1 ديسمبر 1947 في لوس أنجلوس في الولايات المتحدة، وتوفي بنفس المكان في 30 سبتمبر 2017.

## أعمال

### مسلسلات
- أيرون سايد

## وصلات خارجية
- إليزابيث باور على موقع IMDb (الإنجليزية)
- إليزابيث باور على موقع قاعدة بيانات الفيلم (الإنجليزية)